# Stendalsbadet

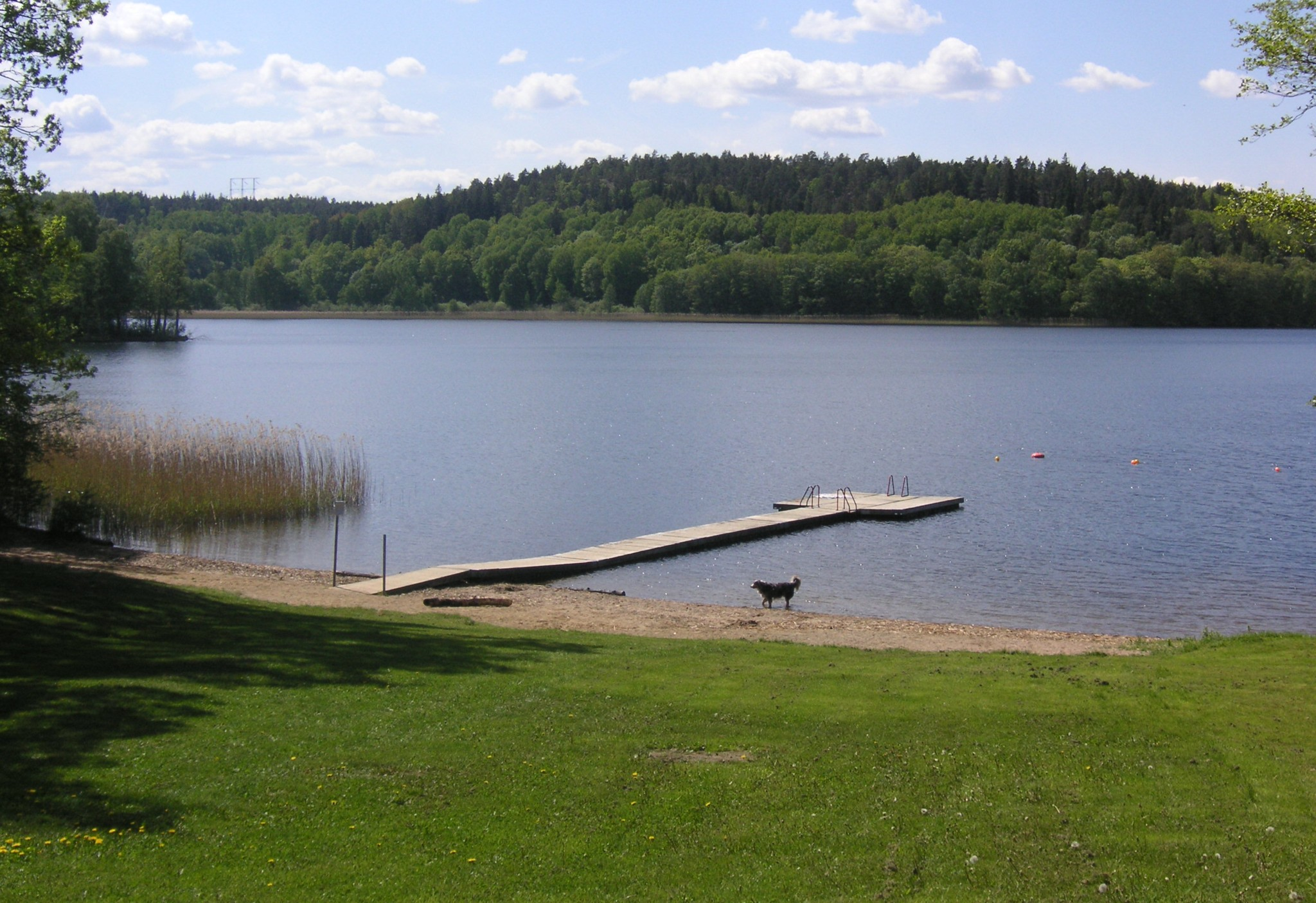
Stendalsbadet på våren 2008

Stendalsbadet är ett litet kommunalt strandbad vid nordostsidan av Tullingesjön i Botkyrka kommun. Stendalsbadet ligger nedanför Skansberget i slutet av en långsträckt ravin i den förkastningsbranten som sträcker sig längs Tullingesjöns östra sida. Namnet härrör från torpen Övre och Nedre Stendal som låg under Elvesta gård.
Stendalsbadet har en liten sandstrand, en badbrygga och en grässlänt. Här finns även beachvolleybollplan samt en iordningställd grillplats. Det saknas dock omklädnadsmöjligheter. Badet är det enda friluftsbadet i Tullinge. Badplatsen finns cirka en kilometer söder om  Flottsbrobadet som hör till Flottsbroanläggningen belägen i Huddinge kommun.